# Clan Perrella
Il clan Perrella, noto anche come Cutolo-Perrella, è un sodalizio camorristico operante sul territorio del Rione Traiano di Napoli. Il clan è stato indebolito grazie a numerose operazioni di polizia, tra cui un blitz nel 2019 che ha portato in carcere 21 persone legate al clan e un'ulteriore operazione il 12 maggio 2021 che ha portato all'arresto di 13 persone.

## Storia
Il clan si consolidò a cavallo fra gli anni ottanta e novanta del XX secolo, in seguito alla scissione dal clan Puccinelli che portò a scontri violenti e omicidi tra le due famiglie.
Mario Perrella, storico capo del clan, è stato molto attivo nel traffico di droga e di armi prima di essere arrestato. Il fratello Nunzio, anche lui affiliato al clan tra la fine degli anni ottanta e l'inizio degli anni novanta, è stato arrestato nel 1992 ed è divenuto collaboratore di giustizia, aiutando la Magistratura a indagare sullo smaltimento illecito dei rifiuti. Quest'ultimo, infatti, è stato il primo boss pentito di camorra a confessare sul traffico illecito di rifiuti.
Cristina Pinto, braccio destro di Mario Perrella, è stata considerata una delle più note donne killer della malavita di Napoli.  Soprannominata "Lady Camorra", Pinto ha iniziato la sua carriera criminale nel 1985 come guardia armata del boss Perrella, ma si occupava anche di curare la base logistica dei principali attentati contro il clan Puccinelli. Secondo Pinto, i membri del clan erano addestrati come dei militari e le regole principali erano obbedienza, silenzio e lealtà alla camorra. Per lei cambiò tutto dopo la nascita di sua figlia: fu allora che si rese conto che non poteva far crescere la bambina in quell'ambiente ma ormai era troppo tardi, poiché nel 1992 sopraggiunsero per lei gli arresti. Secondo gli inquirenti, Cristina Pinto ha partecipato ad almeno tre agguati. Nel 2014, dopo 22 anni di reclusione, Pinto è tornata in libertà.
Secondo i rapporti della Direzione Distrettuale  Antimafia, il clan Perrella da molto tempo non figurava più tra le organizzazioni presenti nel territorio del Rione Traiano: i Cutolo, capeggiati da Salvatore Cutolo detto “Borotalco”, presero definitivamente il loro posto; dopodiché anch'egli fu arrestato nel 2007 ed è attualmente detenuto in regime 41-bis. Le redini del clan passarono poi al genero Gennaro Carra detto “Genny”, che guidò il clan fino al 2019, anno in cui fu tratto in arresto, decidendo nell'agosto successivo di collaborare con la giustizia.

## Persone legate al clan
- Mario Perrella, boss storico, arrestato all'inizio degli anni novanta e ora collaboratore di giustizia.
- Nunzio Perrella, fratello di Mario, arrestato nel 1992 e ora collaboratore di giustizia.
- Cristina Pinto, braccio destro di Mario, arrestata nel 1992.[9]
- Antonio Buonocore, affiliato, arrestato nel 1987 e ora collaboratore di giustizia
- Vincenzo Perrella, cugino di Mario e fratello di Pasquale, ucciso al Rione Traiano nel 2007.
- Salvatore Cutolo, detenuto dal 2007 in regime 41-bis
- Gennaro Carra, genero di Cutolo, arrestato nel 2019 e ora collaboratore di giustizia